# Dmitri Trochtchinski
Dmitri Trochtchinski (en russe : Дмитрий Прокопьевич Трощинский), né en 1754 et mort le 26 février 1829, était un homme politique russe. Il fut ministre de la Justice du 30 août 1814 au 25 août 1817.